# Gudja
Gudja é um povoado da ilha de Malta em Malta.